# Libuše
Libušeⓘ, Libussa sau din punct de vedere istoric Lubossa, este  strămoașă legendară a dinastiei Přemyslid și a poporului ceh. Potrivit legendei, ea a fost cea mai tânără și mai înțeleaptă dintre cele trei surori și a devenit regină după ce tatăl lor a murit. S-a căsătorit cu un plugar, Přemysl, împreună cu care a fondat dinastia Přemyslid, a prorocit viitorul poprului  și a fondat orașul Praga în secolul al VIII-lea.

## Legendă

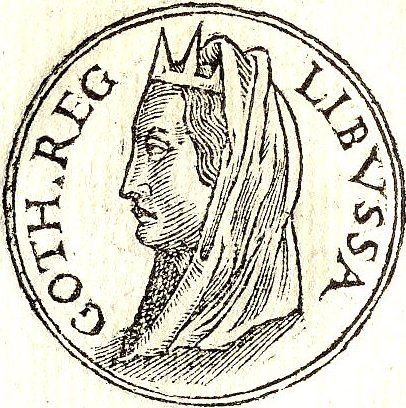
„Libussa Goth. Reg.” („Libussa, regina goților”) din Promptuarii Iconum Insigniorum (1553)

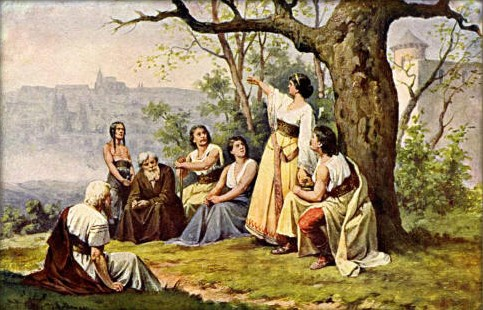
Prințesa Libuše profețește gloria Pragăi

Potrivit legendelor, Libuše ar fi fost fiica cea mai mică a conducătorului mitic ceh Krok. Legenda spune că ea a fost cea mai înțeleaptă dintre cele trei surori, și în timp ce sora ei Kazi avea darul vindecării și Teta se pricepea la magie, ea avea darul de a vedea viitorul și a fost aleasă de tatăl ei ca succesoare pentru a conduce poporul. Conform legendelor, ea a proorocit din castelul ei de la Libušín, deși mai târziu legendele spun că acesta era castelul Vyšehrad.
Legenda spune că Libuše a urcat pe o stâncă înaltă aflată deasupra Vltavei și a profețit: „văd un mare oraș a cărui glorie va ajunge la stele”. Pe acel loc ea a poruncit să se construiască un castel și un oraș numit Praga.
Deși s-a dovedit o conducătoare înțeleaptă, bărbații tribului au fost nemulțumiți că sunt conduși de o femeie și i-au cerut să se căsătorească, dar ea s-a îndrăgostit de un plugar pe nume Přemysl. Ea a relatat, prin urmare, o viziune în care a văzut un fermier cu o sanda ruptă ce ara un câmp, sau în alte versiuni ale legendei, mâncând de pe o masă din fier. Ea i-a instruit pe curteni să-l caute pe acest om, lăsând un cal liber la o intersecție; ei l-au urmat în satul Stadice și l-au găsit pe Přemysl exact așa cum a spus ea (fie arând un câmp, fie folosind un plug de fier pe post de masă). Cei doi aristocrați l-au găsit pe Přemysl și l-au adus la palatul domnesc, unde Libuše s-a căsătorit cu el, iar Přemysl Plugarul, a devenit, astfel, conducător. Cei doi au avut trei fii: Radobyl, Lidomir, și Nezamysl, care au continuat dinastia Přemyslid în Cehia.
După o altă legendă, ea a poruncit curtenilor să întemeieze un oraș în locul unde au găsit un bărbat ce realiza cea mai bună utilizare a dinților săi în miezul zilei. Ei au pornit, iar la amiază au găsit un om ce tăia o bucată de lemn (folosind dinții fierăstrăului său) în timp ce toată lumea mânca; când l-au întrebat ce făcea, el a răspuns: „Prah” (care în limba cehă înseamnă „prag”), așa că Libuše a numit orașul Praga (în cehă Praha).

## Arte

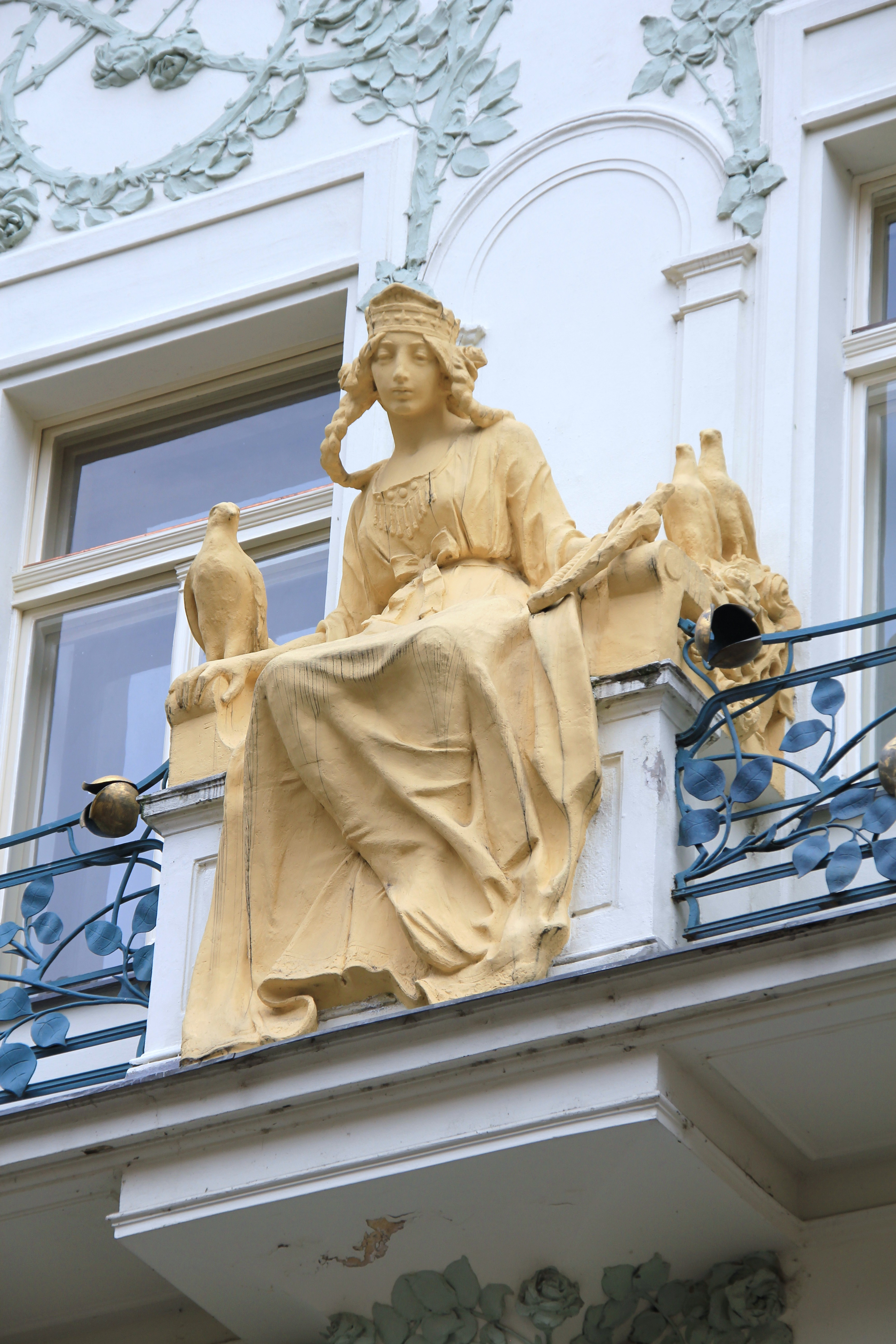
Libuše, pe strada Karlova din Praga

Povestea lui Libuše și Přemysl a fost relatată în detaliu în secolul al XII-lea de către Cosma din Praga în Chronica Boëmorum.
O altă relatare timpurie apare în cronica Historia regni Bohemiae (1552) a lui Jan Dubravius, iar Johann Karl August Musäus s-a inspirat din ea și din Cardinalis de Bohemarum Origine ac Gestis Historia a lui Aeneas Silvius în scrierea unei versiuni proprii a legendei cu titlul „Libussa”, pe care a inclus-o în Volksmärchen der Deutschen (1782-1786).
Figura mitică a Libušei a reprezentat o sursă de inspirație pentru mai multe lucrări dramatice, inclusiv Libussa, o tragedie de Franz Grillparzer, Libuše, o operă a lui Bedřich Smetana și Pole a palisáda, un roman de Miloš Urban. Ea apare, de asemenea, ca personaj în piesa Rudolf al II-lea a lui Edward Einhorn.
În 2009, o versiune cinematografică americano-cehă a poveștii lui Libuše și Přemysl a fost lansată sub numele Pagan Queen.